# 5,6,7,8-四氢异喹啉
5,6,7,8-四氢异喹啉是一种有机化合物，化学式为C9H11N，它是1,2,3,4-四氢异喹啉的同分异构体。它可由异喹啉和氢气在[BMMIM]NTf2-环辛烷中反应制得。它也可由异喹啉在超酸存在下和环己烷反应得到。它和碘甲烷反应，可以得到N-甲基-5,6,7,8-四氢异喹啉鎓碘化物。